# Řád bodláku
Řád bodláku, celým jménem Nejstarší a nejvznešenější řád bodláku (anglicky: The Most Ancient and Most Noble Order of the Thistle) je rytířský řád Spojeného království Velké Británie a Severního Irska, založený roku 1687 skotským králem Jakubem VII.
Řád je nejvyšším vyznamenáním Skotska a jeho symbolem je skotská národní rostlina bodlák. Řádovým heslem je Nemo me impune lacessit (Nikdo mě nebude dráždit beztrestně) a řádovým patronem je svatý Ondřej.
Podle legendy jej založil již roku 786 legendární skotský král Achaius po vítězství nad Sasy. Daleko pravděpodobnější je teorie, podle níž řád založil skotský král Jakub V. Skotský roku 1540, poté co byl přijat do řádu Zlatého rouna, nicméně poté upadl v neužívání. Zakládací listina Jakuba VII. každopádně hovoří o tom, že se řád obnovuje.
Hlavou řádu je britský monarcha jako skotský král a řád má pouze jednu třídu – rytíře, kterých může být nejvíce 16. Král může přijmout i "mimořádné rytíře", kteří se nepočítají do maxima 16 "řádných" rytířů. Řád je udělován výhradně podle královského uvážení, bez konzultace s vládou.
Řádoví rytíři mají nárok na titul Sir před jménem, dámy užívají titul Lady. Za jménem užívají KT resp. LT.